# Alantocórion
O alantocórion é um anexo embrionário encontrado nos ovos de répteis e aves. É resultado da união do córion e do alantóide. Realiza trocas gasosas entre o embrião e o meio externo e fornece proteção. Também é responsável por absorver cálcio contido na casca.